# 政府延續條件
政府延續條件（COGCON）是美國聯邦政府在緊急情況下用於追踪政府情況的警戒級別系統，大致類似DEFCON。該系統由乔治·沃克·布什於2007年5月4日簽署的51號國家安全總統指令中引入。

## 級別
- COGCON 4 代表正常和平時期。[1]
- COGCON 3 代表處於高度準備狀態，一些政府官員需要通知監察辦公室他們的位置。[1]在美國国情咨文期間，COGCON會被提升到這個水平。
- COGCON 2 要將人員在四小時內轉移到搬遷設施。[2]
- COGCON 1 代表要將美國政府重新安置到如韋勒山緊急行動中心（英语：Mount Weather Emergency Operations Center）等安全，人員齊全的掩體。[1]